# San Pablo y Ámsterdam
San Pablo y Ámsterdam (en francés, Saint-Paul-et-Amsterdam) es un distrito que se compone de dos islas separadas por 85 km en el océano Índico. No forman ningún grupo geográfico, solo administrativo, ya que todas pertenecen a Francia y forman uno de los cinco distritos de las Tierras Australes y Antárticas Francesas.